# KTorrent
KTorrent is een BitTorrentclient voor KDE en TDE en draait daarom alleen op Linux en andere Unix-achtige besturingssystemen.

## Algemeen
KTorrent is bedoeld als een gebruiks- en CPU-vriendelijke BitTorrentclient, met uitgebreide mogelijkheden, die de beginneling echter niet in de weg mogen zitten. Op Linuxdistributies wordt deze client als een goed alternatief gezien voor de meer bekende clients, zoals Vuze en BitTornado.
Iets wat ontbreekt in de client is dat men niet snel ziet of er NAT-problemen zijn. Er is geen indicator, zoals bij Vuze en BitTornado, die aangeeft met groen of geel wat de kwaliteit van de verbinding is. Een NAT-probleem wordt vaak veroorzaakt doordat men met een lokaal netwerk achter een algemeen IP-adres via de router zit of dat de firewall niet goed geconfigureerd is. KTorrent gaat er echter van uit dat deze configuratie in orde is, aangezien de meeste gebruikers van een Linuxdistributie iets vaardiger zijn in het gebruik van computers. Wel kent KTorrent een plug-in voor UPnP.
De eerste versies voor KDE 4 zijn die uit de 3.x-serie.
Het wordt zoals vrijwel de rest van KDE in C++ geschreven en is een onderdeel van KDE Extragear en tdenetwork.

## Mogelijkheden
In versie 2.1.3 heeft KTorrent de volgende mogelijkheden:

### Plug-ins
De software is uit te breiden met plug-ins, die standaard bijna allemaal uit staan. Al deze plug-ins worden standaard met KTorrent meegeleverd en er zijn nog geen plug-ins van derden verschenen. De volgende plug-ins worden meegeleverd:
| Naam                                                                           | Status* | Omschrijving |
| ------------------------------------------------------------------------------ | ------- | --- |
| infowidgetplugin                                                               | Ja      | Toont extra informatie over een torrent, zoals welke stukken (chunks) zijn gedownload, het aantal seeders en leechers, herkomst en andere statistieken van peers, en welke bestanden worden gedownload. Tevens is het hier mogelijk om de torrent tijdens het downloaden of uploaden verder te kunnen instellen. |
| ipfilterplugin                                                                 | Nee     | Een filter die op het IP-adres filtert, zodat niet-gewilde peers worden uitgesloten van downloaden of uploaden. |
| statistiekenplugin                                                             | Nee     | Toont verschillende statistieken van Torrents. |
| mediaplayerplugin                                                              | Nee     | Een plug-in die de mogelijkheid biedt om media af te spelen vanuit KTorrent zelf, gebaseerd op Phonon. |
| logviewerplugin                                                                | Nee     | Creëert een tab waarin KTorrent meldingen geeft. Deze meldingen zijn per onderdeel en per plug-in in te stellen. |
| partfileimportplugin                                                           | Nee     | Importeert een gedeeltelijk of volledig afgeronde torrent, al dan niet gestart in een andere BitTorrentclient. |
| rssfeedplugin                                                                  | Nee     | Filtert automatisch RSS-feeds door ze te doorzoeken op overeenkomende reguliere expressies. |
| mapscanplugin                                                                  | Nee     | Detecteert en laadt automatisch torrentbestanden vanuit een ingestelde directory. |
| schedulerplugin                                                                | Nee     | Een plug-in waarin valt in te stellen hoeveel bandbreedte KTorrent tijdens bepaalde tijdvakken van een dag en een week mag gebruiken. |
| searchplugin                                                                   | Ja      | Het onderdeel waarmee naar torrentbestanden op verschillende zoekmachines gezocht kan worden. Deze zoekmachines zijn volledig te configureren en de resultaten worden door middel van KHTML weergegeven. |
| upnpplugin                                                                     | Nee     | Hiermee kan Universal Plug and Play gebruikt worden om poorten automatisch door te laten sturen vanaf de router. |
| webinterfaceplugin                                                             | Nee     | Maakt het mogelijk om KTorrent (op afstand) aan te sturen door middel van een webbrowser. Hiervoor is wel PHP vereist. |
| zeroconfplugin                                                                 | Nee     | Deze plug-in maakt het mogelijk om door middel van Zeroconf torrents te delen met andere computers op het lokale netwerk. |
| *: Het betreft hier de standaardactivatiestatus van de plug-in na installatie. |         | |

## Verdere mogelijkheden
- De optie om van tevoren te kiezen welke bestanden in een torrent wel of niet gedownload mogen worden.
- Het aanmaken van torrents.
- Ondersteuning voor UDP-trackers.
- Encryptie van het protocol.
- DHT (mainline-versie) en ondersteuning voor trackerloze torrents.
- Ondersteuning van µTorrent's peer exchange (PEX).
- De mogelijkheid om bepaalde torrents meer prioriteit te geven door middel van een wachtrijmanager.
- De optie om handmatig trackers aan (draaiende) torrents toe te voegen.
- Meerdere opties om (draaiende) torrents of bepaalde bestanden van torrents te bekijken of te beluisteren met een programma naar keuze.